# Hard, Fast and Beautiful
Hard, Fast and Beautiful è un film del 1951, diretto da Ida Lupino. 

## Trama
Millie Farley, di Santa Monica, elevatasi, grazie al matrimonio con Will, da una condizione sostanzialmente disagiata ad una relativamente più benestante, non ha cessato tuttavia di sentirsi a disagio e di continuare ad anelare a quanto, nella sua giovinezza, le era mancato. Ed ha finito col proiettare la sua nevrosi sulla figlia Florence, desiderando per lei (ma senza consultarla) ciò che le pareva essere la migliore delle vite possibili, fatta di agi, di conoscenze, di denaro. È quindi innervosita e disillusa nell'udire il persistente ipnotico rimbalzare delle palline da tennis che Florence, appena diplomatasi alle scuole superiori, scaglia contro la saracinesca del garage, per ore e ore, in giardino: le pare un'inutile perdita di tempo.
Il tonfo delle palline pare cambiare connotazione per Millie, però, quando Florence - di cui il giovane Gordon McKay, che ha una relazione amorosa con la ragazza, ha scoperto il talento atletico - viene invitata al locale tennis club, dove Gordon lavora, e lì comincia a vincere una partita dopo l'altra, fino ad essere invitata dal direttore dell'istituzione sportiva ad una importante competizione che avrà luogo dall'altra parte del paese, a Filadelfia. Millie pare intravedere un possibile futuro glorioso per la figlia, quale aveva da sempre desiderato, e la accompagna nella tournée. Florence vince, e si apre la strada per la partecipazione ai campionati statunitensi di Forest Hills. Florence vince di nuovo, diventa campionessa americana, e la madre, in un accordo inespresso con l'allenatore Fletcher Locke, e senza confessarlo alla figlia, comincia a trarre vantaggio dalle agevolazioni finanziarie e dalle prebende che, sebbene non perfettamente aderenti alla deontologia professionale dei veri sportivi, accompagnano una stella nascente del relativo business.
È in gioco la partecipazione di Florence ai mondiali di tennis, in Europa. Millie e Locke si illudono di sorprendere positivamente Gordon, il fidanzato di Florence (la quale, innocente, non si oppone), proponendogli di prendere parte alla trasferta europea, e prospettandogli un lavoro come redattore di articoli elogiativi per la campionessa. Gordon, preso alla sprovvista, e comunque profondamente contrario a vendere la propria integrità per diventare scribacchino di corte, rifiuta: il suo rapporto con Florence conosce allora una interruzione. A Wimbledon, Florence diventa campionessa del mondo di tennis.
Florence, rattristata dall'abbandono da parte di Gordon, ed impegnata in una tournée europea, si rende conto alla fine degli intenti manipolativi, per quanto ampiamente inconsci, della madre: tutte le operazioni di indotto e di merchandising compiute a suo nome le vengono a noia, ed ha alla fine il coraggio di opporsi ai desideri della madre e di ritornare a casa, in tempo per dare l'ultimo saluto al padre Will, l'unico che ha sempre mantenuto un rapporto sincero con lei, e che, al termine di una malattia, muore.
Florence difende il suo titolo mondiale a Forest Hills, dove deve riguadagnarsi il titolo di campionessa americana; sono presenti la mamma, Fletcher Locke e Gordon, che non ha mai disperato: dopo un incontro che la vede soccombere per gran parte del tempo, alla fine ha la meglio sull'avversaria. Intervistata, dichiara di lasciare il tennis seduta stante. Consegna la coppa alla madre ("è tua", dice) e si allontana con Gordon. Locke parla fittamente con l'avversaria di Florence, e, quando Millie tenta di rivolgergli la parola, egli, proiettato com'è verso nuove possibilità di guadagno che rimpiazzino quelle ormai svanite, fa finta di niente.

## Produzione
Il film è vagamente ispirato al romanzo di John R. Tunis del 1930, American Girl, a sua volta velatamente basato sulla vita della star del tennis Helen Wills Moody.
I titoli di lavorazione del film erano inizialmente Mother of a Champion e Loving Cup, e alla fine si optò per il titolo definitivo, Hard, Fast and Beautiful.
I due attori più conosciuti erano Sally Forrest, già vincitrice di un Oscar, presa in prestito dalla MGM, e Claire Trevor, che aveva interpretato i due film precedenti della Lupino, Non abbandonarmi e Never Fear, entrambi del 1949. Secondo un articolo del The Hollywood Reporter, la consulente tecnica del film, Eleanor Tennant, avrebbe curato personalmente l'allenamento sportivo della Trevor nelle sue scene di tennis.
La maggior parte delle riprese furono realizzate al Forest Hills Tennis Club di Queens (New York) e a Hollywood Nord.
Fu incluso nel film materiale di repertorio relativo ai tornei di Forest Hills e di Wimbledon. Hard, Fast and Beautiful fu il terzo lavoro ufficiale di Ida Lupino come regista, e fu realizzato, con un budget di meno di 300000 $, in co-produzione con la casa  The Filmakers, fondata dalla Lupino e dal marito, il produttore Collier Young. Lupino e l'attore Robert Ryan vi compaiono in alcuni cameo come spettatori delle partite.

## Distribuzione
L'anteprima del film avvenne il 23 maggio 1951 a San Francisco, ed il lavoro uscì per il pubblico nelle sale cinematografiche, distribuito dalla RKO Pictures, il 9 giugno dello stesso anno

## Accoglienza

### Incassi
L'incasso stimato per la prima settimana di proiezione a San Francisco era di 14000 $, per quanto in un articolo di Variety si sostenesse che Hard Fast and Beautiful, nonostante la tradizione di attori impersonanti campioni sportivi, da Jane Greer a Robert Ryan, da William Bendix a Pat O'Brien, Tony Martin e Harry Crocker, difficilmente potrà sostenere l'affluenza elevata che si è verificata nella serata inaugurale: non si tratterà insomma di uno smash".
Il Motion Picture Daily riporta, per New York, una stima di 25000 $ per la prima settimana di proiezione e di 11000 $ per la seconda.
Per quanto riguarda Chicago, il Motion Picture Herald riporta che gli incassi erano stati decisamente al di sotto della media.

### Critica
Un articolo del New York Times del 1951 legge "La sceneggiatura di Martha Wilkerson per la storia di John R. Tunis è cosa piuttosto trita e fallace. Si limita a raccontare la parabola di una giovane giocatrice di tennis che dapprima diventa una campionessa, per poi buttare tutto all'aria per amore. L'intero cast manca di autorevolezza, per cui non si può neppure affermare trattarsi di una storia d'amore almeno ben recitata. Nella regia di Ida Lupino Sally Forest appare essere una ragazzina vacua, dedita ad esclamazioni vuote. Le due uniche figure maschili di una certa importanza per lei, il padre Will e il fidanzato Gordon McKay non riescono che ad evocare reazioni degne di uno sbadiglio." 
Nella recensione di Film Bulletin del 1951, che assegnava un giudizio non negativo al film, si parla invece di un'interpretazione sopra alla media per un film con tale limitatezza di budget. 
Nella recensione del 1951 della rivista Harrison’s Reports si lodano, viceversa, la regia e l'interpretazione, con una particolare nota di riguardo verso la fotografia.